# Égypte aux Jeux olympiques d'été de 1952
L'Égypte participe pour la 7e fois aux Jeux olympiques d'été, à l’occasion des Jeux olympiques d'été de 1952 qui se déroulent à Helsinki, en Finlande. Le pays est représenté par une délégation conséquente de 106 athlètes, tous masculins, qui ne connaîtront pas cependant la même réussite qu’aux Jeux précédents de 1948 où s’étaient illustrés ses haltérophiles et ses lutteurs (5 médailles dans ces deux sports réunis). En effet, l’Haltérophilie est dorénavant largement dominée par les Américains et les Soviétiques. La lutte par les Américains, les Soviétiques et les Suédois. En conséquence, l'Égypte ne remporte qu’une médaille de bronze par l'intermédiaire de son lutteur Abdel Al-Rashid et se classe en 40e et dernière position au rang des nations. Place partagée avec le Portugal, le Venezuela et la Bulgarie.

## Tous les médaillés égyptiens
| Médaille           | Nom             | Sport | Épreuve                                        |
| ------------------ | --------------- | ----- | ---------------------------------------------- |
| Médaille de bronze | Abdel Al-Rashid | Lutte | Lutte gréco-romaine Poids plumes 57 kg - 62 kg |

## Sources
- (fr) Égypte sur le site du Comité international olympique
- (en) Bilan complet de l’Égypte sur le site olympedia.org